# 琵琶湖鰍
琵琶湖鰍為輻鰭魚綱鯉形目鰍科的其中一種，為溫帶淡水魚，分布於亞洲日本本州、九州及四國淡水流域，體長可達9公分，棲息在底層水域，生活習性不明，為商業性養殖魚類及觀賞魚。

## 扩展阅读
維基物種上的相關：琵琶湖鰍